# Awayo

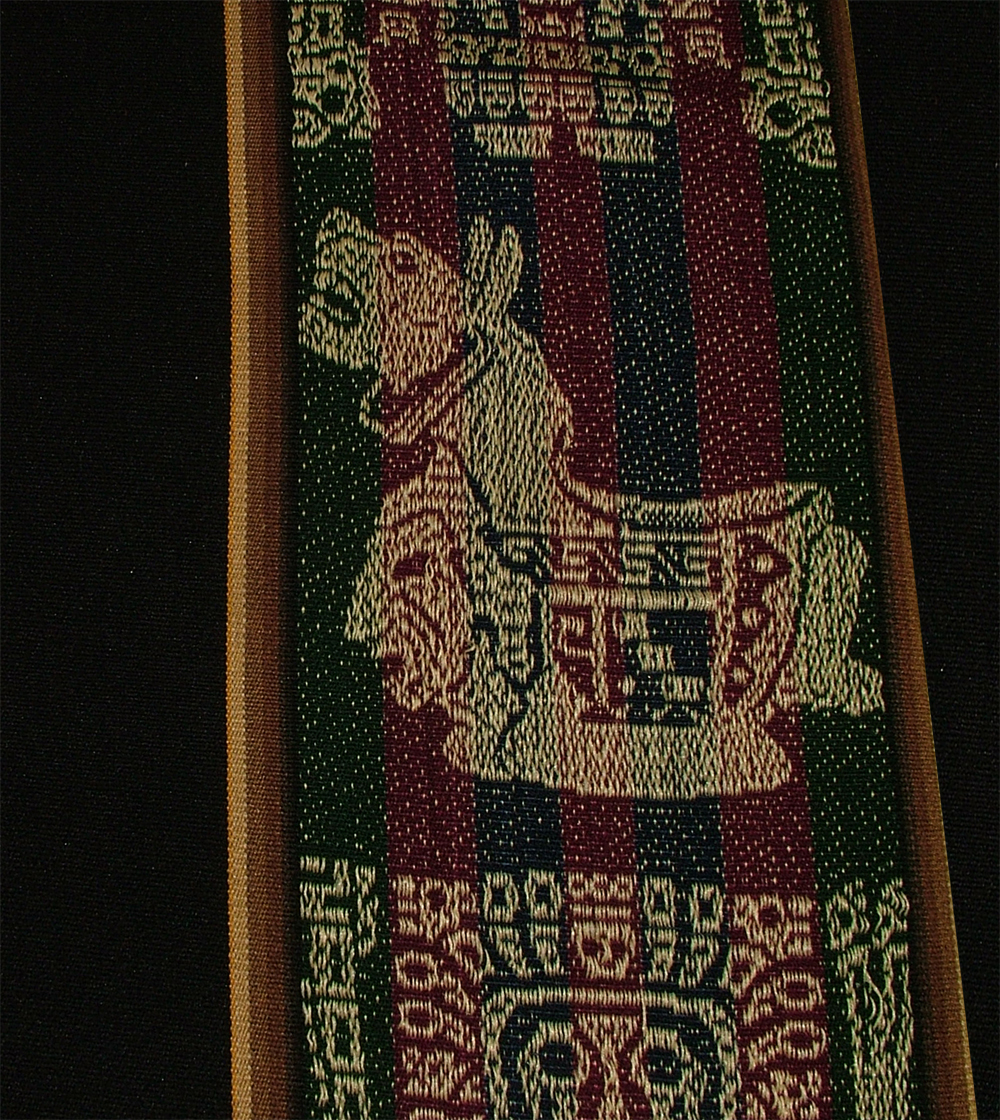
Schwarzer Awayo

Awayo (auch: Aguayo) ist eine traditionelle Textilie in der Kultur Boliviens.
Dem aus der Sprache der Aymara stammenden Wort schreibt man zum einen die Bedeutung „ein Stück Stoff“ zu, andererseits sei es nur ein Name. Der ursprüngliche Awayo war ein von Hand aus reiner Wolle auf einem Webstuhl (spanisch: telar) gewebtes Tuch, das eine Geschichte erzählte.

## Geschichte
Über das Alter bzw. den Ursprung des Awayo gibt es keine genauen Angaben, doch seine Geschichte geht Jahrtausende zurück.

## Farben
Ursprünglich verwendete man zum Färben der Awayos tierische, mineralische oder pflanzliche Farbstoffe. Heute werden sie in der Regel mit synthetischen Farben gefärbt. Die Farben werden sachbezogen oder subjektiv genutzt und in Abhängigkeit von der Gemeinde oder von sozialen Ritualen gebraucht. Im Zusammenhang mit Tod und Trauer oder für eine historische Anerkennung wird die Farbe Schwarz verwendet. Die bekanntesten Awayos sind die „roten Ponchos (ponchos rojos)“ von Achacachi. Diese wurden einst einmalig anlässlich eines bedeutsamen Ereignisses getragen. Heute werden sie öfter getragen, jedoch nur von Repräsentanten der Gemeinschaften. Diese Ponchos rochos haben dicke rote und dünne schwarze Linien.

## Symbole
Als Symbole werden oft Götter, geometrische Figuren oder Tiere dargestellt. Häufig triff man auf eines der bekanntesten Symbole Südamerikas, das Andenkreuz. Die Symbole werden abhängig von der regionalen Kultur und den Gemeinden verwendet. So sieht man in der Gemeinde Jesús de Machaca das Eichhörnchen als eines der wichtigsten Symbole. Mit Hilfe der Symbole werden Geschichten erzählt, man kann den Awayo wie ein Buch mit Symbolen „lesen“.

## Herstellung
Die traditionellen Awayos gelten als robust und sind dadurch bei Sammlern begehrt. Jeder dieser antiken Awayos ist ein Einzelstück und erzählt eine Geschichte seines Herstellers. Heute wird der Awayo für den Tourismus zumeist industriell und aus Baumwolle gefertigt. Der Awayo wird als einfaches Tuch, Tischdecke oder Wandteppich verwendet, auch Handtaschen, Ponchos und Hängematten werden daraus gefertigt.